# ناصرآباد (کازرون، جنوب)
ناصرآباد غربی ، روستایی از توابع بخش مرکزی شهرستان کازرون در استان فارس ایران است.